# Архив за фармацију (часопис)
Архив за фармацију (Арх фарм) je научно-стручни часопис који излази од 1951. године и бави се проблематиком у области фармацеутских наука и фармацеутске струке.

## О часопису
Издавање часописа Архив за фармацију (енгл. Archives of Pharmacy, фра. Archives de Pharmacie) се одвија од 1951. године па до данас без прекида у шест бројева годишње, као стални научностручни часопис.

Изузетно се објављују тематски бројеви са радовима који су презентовани на симпозијумима и конгресима удружења фармацеута Србије. 
Часопис је категорисан од стране Министарства просвете, науке и технолошког развоја Републике Србије.

## Уредници и чланови редакције
Уредници Архива за фармацију:
- 1951–1966: mr ph. Милан Гроздановић
- 1966–1972: дипл. фарм. Анка Белић
- 1972–1973: дипл. фарм. Славољуб Павловић
- 1973–1991: дипл. фарм. Загорка Николић
- 1992: spec. дипл. фарм. Дубравка Урошев (вршилац дужности уредника)
- 1993–2001: проф. др Зорица Ђурић
- 2001: проф. др Иванка Милетић и проф. др Милена Покрајац (бр. 5 и 6)
- 2002–2004: проф. др Даница Агбаба и проф. др Kатарина Kарљиковић Рајић
- 2004.(од бр. 3)–2012: проф. др Гордана Вулета и проф. др Нада Kовачевић
- 2012–2018: проф. др Марија Приморац (главни уредник) и проф. др Радица Степановић Петровић (заменик главног уредника)
- 2018–2024: проф. др Радица Степановић Петровић (главни уредник) и проф. др Kатарина Вучићевић (заменик главног уредника).[1]
- 2024-тренутно: проф. др Љиљана Ћекић и проф. др Александра Буха Ђорђевић (ко-уреднице)

Чланови редакције су еминентни стручњаци из земље и иностранства, доктори наука, из свих области фармацеутских наука.
Менаџер часописа је проф. др Невена Ивановић. 

## Теме и радови
Архив за фармацију објављује оригиналне научне и стручне радове из следећих области фармације: хемија лекова; аналитика лекова; фармакогнозија; фармацеутска технологија; индустријска фармација; козметологија; биофармација – биоаналитичка и биофармацеутска испитивања; фармакокинетика; метаболизам лекова; фармакотерапија; биохемија; медицинска биохемија; експериментална и клиничка фармакологија; фармакоинформатика; токсикологија; броматологија; фармацеутска пракса; организација фармацеутске делатности; фармакоекономија; фармацеутска легислатива; обезбеђење квалитета у фармацији; историја фармације; етика и фармакоепидемиологија.
Радови су разврстани у следеће категорије:
- прегледни радови,
- научни радови,
- стручни радови и
- кратка саопштења.

Радови се објављују на српском и енглеском језику, а рецензију свих радова врше по два рецензента из дате области.
У оквиру рубрика Новине у фармацији и Прилози и обавештења, часопис објављује: писма уредништву, извештаје са научних и стручних скупова и обавештења о њима; информације из међународних фармацеутских часописа; новости из струке; приказе нових књига; биографске и професионалне записе (годишњице, награде, in memoriam...), као и обавештења Савеза фармацеутских удружења Србије и стручних секција Савеза.

## Електронски облик часописа
Штампано издање је имало тираж од 1.800 примерака, а затим се тираж смањивао да би дошао до 300, а од 2012. године Архив за фармацију излази само у електронском облику који је доступан свим заинтересованима (ISSN 2217-8767).

## Индексирање у базама података
1. SCOPUS - од 1954. до 1955, од 2009. године [2][3]
2. EMBASE [4]
3. SCIndeks - од 2002. године [5]

Часопис је категорисан од стране Министарства просвете, науке и технолошког развоја Републике Србије. На листи Матичног одбора за медицину, Министраства просвете, науке и технолошког развоја Републике Србије, Архив за фармацију је био у категорији часописа од националног значаја М52 од 2009. до 2011. године. Од 2011. до 2017. године је у категорији М53 да би 2018. године поново прешао у категорију М52. Од 2020. године се налази у категорији М51 - водећи часопис националног значаја за медицинске науке. 